# Державна пенітенціарна служба України
Державна пенітенціарна служба України (ДПтС України) — колишній центральний орган виконавчої влади України зі спеціальним статусом, який був центральним апаратом кримінально-виконавчої системи України. Служба здійснювала керівництво органами і установами виконання покарань в Україні, їй підпорядковувалися територіальні органи управління в регіонах і містах державного значення.
Діяльність ДПтС України спрямовувалася і координувалася Міністерством юстиції України.
Служба створена в 2010 році шляхом перетворення Державного департаменту України з питань виконання покарань.
У травні 2016 року було вирішено ліквідувати ДПтС із покладенням її функцій на Міністерство юстиції. Процес ліквідації проходить із затримками.
26 квітня 2017 Постановою Кабміну слово «ДПтС» у законодавстві було замінено словами «Міністерство юстиції» чи «Державна кримінально-виконавча служба».

## Характеристика
Більшість установ виконання покарань побудована ще в царські, навіть не радянські часи.
Станом на 1 травня 2016 року у сфері управління Державної пенітенціарної служби України перебуває 148 установ та 589 підрозділів кримінально-виконавчої інспекції. Крім того, 29 установ знаходяться на території Донецької та Луганської областей, що тимчасово не контролюється українською владою.
Станом на 5 травня 2016 року з часу набрання чинності Закону України від 26 листопада 2015 року № 838-VIII «Про внесення зміни до Кримінального кодексу України щодо удосконалення порядку зарахування судом строку попереднього ув’язнення у строк покарання» його положення застосовано до 42520 осіб. При цьому звільнено з установ виконання покарань – 5589 засуджених, зі слідчих ізоляторів – 578 осіб, узятих під варту.
В установах виконання покарань та слідчих ізоляторах, розташованих на території, що контролюється українською владою, тримається усього 62 749 осіб.
З них:
- у 12 слідчих ізоляторах та 17 установах виконання покарань з функцією СІЗО тримається 16 450 осіб узятих під варту, та засуджених, з них на стадії:
  - досудового розслідування 1 705 осби
  - судового розгляду (до винесення вироку) 7 453 особи
- у 113 кримінально-виконавчих установах 45 998 засуджених, з них:
  - у 7 колоніях максимального рівня безпеки 2 237 осіб
  - у 32 колоніях середнього рівня безпеки для неодноразово засуджених 18 974 особи
  - у 27 колоніях середнього рівня безпеки для вперше засуджених 12 925 осіб
  - у 7 колоніях мінімального рівня безпеки із загальними умовами для тримання чоловіків 1 720 осіб
  - у 4 колоніях мінімального рівня безпеки із полегшеними умовами для тримання чоловіків 519 осіб
  - у 11 колоніях для тримання жінок 2 140 осіб
  - у 4 спеціалізованих лікувальних закладах 971 особа
- в лікувальних закладах при ВК та СІЗО 1 490 осіб
- у 21 виправному центрі 2 191 особа
- у 6 виховних колоніях (для неповнолітніх) 301 особа

Серед засуджених:
- 1551 особа відбуває покарання у вигляді довічного позбавлення волі;
- 520 осіб відбуває покарання у вигляді арешту у 51 арештному домі, утвореному при установах.

Криміногенний склад засуджених до позбавлення волі:
- 7,9 тис. осіб засуджені на строк понад 10 років;
- 10,3 тис. осіб – за умисне вбивство, у тому числі 4,9 тис. осіб, які вчинили вбивство при обтяжуючих обставинах;
- 4,7 тис. осіб – за нанесення умисного тяжкого тілесного ушкодження;
- 11,0 тис. осіб – за розбій, грабіж та вимагання;
- 1,4 тис. осіб – за зґвалтування;
- 12 осіб – за захоплення заручників;
- 5,7 тис. осіб – за злочини у сфері незаконного обігу наркотичних засобів, психотропних речовин, їх аналогів або прекурсорів та інші злочини проти здоров`я населення.

На обліку в підрозділах кримінально-виконавчої інспекції перебуває 79 149 засуджених до кримінальних покарань, не пов’язаних з позбавленням волі, та адміністративних стягнень.
Медичне забезпечення засуджених та осіб, узятих під варту, здійснюють 18 відомчих лікарень (8 - туберкульозних, 9 - багатопрофільних; 1 - лікувальний заклад психіатричного профілю) та 114 медичних частин в установах виконання покарань та слідчих ізоляторах.
Виробництво Державної пенітенціарної служби України представлене 90 промисловими, 11 сільськогосподарськими підприємствами установ виконання покарань та 137 майстернями.
При 75 установах виконання покарань функціонують професійно-технічні навчальні заклади, в яких навчаються майже 6,5 тис. засуджених.
Загальноосвітнє навчання засуджених та осіб, узятих під варту, забезпечують 124 загальноосвітні навчальні заклади.
Діяльність Державної кримінально-виконавчої служби України забезпечують 37,7 тис. працівників з них:
- середній та старший начсклад – 11,6 тис.;
- рядовий та молодший начсклад – 17,2 тис.;
- вільнонаймані працівники – 8,9 тис.

Працівники проходять курсове навчання з первинної професійної підготовки та підвищення кваліфікації в Білоцерківському, Дніпродзержинському та Хмельницькому училищах професійної підготовки персоналу.
Підготовка фахівців для пенітенціарної системи з вищою освітою здійснюється в 
- Академії Державної пенітенціарної служби (на денній формі – 490 курсантів та на заочній формі – 199 слухачів),
- Інституті кримінально-виконавчої служби (на денній формі – 631 курсант та на заочній формі – 293 слухачів) та
- Національному університеті "Юридична академія України ім. Ярослава Мудрого" (навчається на денній формі – 379 студентів та на заочній формі – 245).

## Структура
Штатний розпис,  кошторис  апарату  ДПтС  України  затверджує Голова ДПтС  України  за  погодженням  із  Міністерством  фінансів України. ДПтС України є юридичною особою,  має печатку із зображенням Державного Герба України та своїм  найменуванням,  власні  бланки, рахунки в органах Державної казначейської служби. 

## Завдання
Основними завданнями ДПтС України є:
- реалізація державної політики у сфері виконання кримінальних покарань;
- внесення пропозицій щодо формування державної політики у сфері виконання кримінальних покарань;
- формування системи наглядових, соціальних, виховних та профілактичних заходів, які застосовуються до засуджених та осіб, узятих під варту;
- контроль за дотриманням прав людини і громадянина, вимог законодавства щодо виконання і відбування кримінальних покарань, реалізацією законних прав та інтересів засуджених і осіб, узятих під варту.

Державна пенітенціарна служба України:
- виконує правозастосовні та правоохоронні функції;
- спрямовує, координує та контролює діяльність Державної кримінально-виконавчої служби України.

## Керівники
1996–03.2001 — Штанько Іван Васильович
03.2001–02.2005 — Льовочкін Володимир Анатолійович
03.2005–08.2009 — Кощинець Василь Васильович
08.2009–04.2010 — Галінський Олександр Іуліанович
31.03.2010–03.2014 — Лісіцков Олександр Володимирович
12.03.2014–06.08.2014 — Старенький Сергій Євгенійович
08.2014-04.2017 — Палагнюк Володимир Миколайович
18.05.2017–21.05.2017 — Старенький Сергій Євгенійович
Медалі за службу

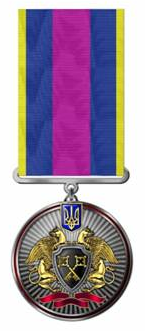
25 років служби
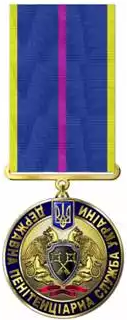
20 років служби
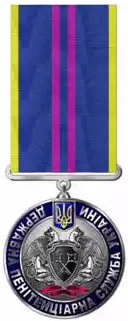
15 років служби
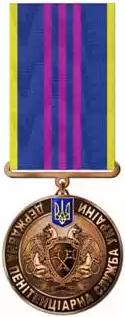
10 років служби